# Orocuina
Orocuina – gmina (municipio) w południowym Hondurasie, w departamencie Choluteca. W 2010 roku zamieszkana była przez ok. 17,6 tys. mieszkańców. Siedzibą administracyjną jest miejscowość Orocuina.

## Położenie
Gmina położona jest w północnej części departamentu. Graniczy z 5 gminami:
- Soledad od północy,
- Liure od północnego wschodu,
- Apacilagua od wschodu,
- Choluteca od południa i zachodu,
- Pespire od północnego zachodu.

## Miejscowości
Według Narodowego Instytutu Statystycznego Hondurasu na terenie gminy położone były następujące miejscowości:
- Orocuina
- Concepción
- El Barreal
- Mal Paso
- San Andrés
- San José
- Santa Ana
- Santa Cruz
- Santa Lucía

## Demografia
Według danych honduraskiego Narodowego Instytutu Statystycznego na rok 2010 struktura wiekowa i płciowa ludności w gminie przedstawiała się następująco:
| Wiek      | 0–3   | 4–6   | 7–12  | 13–17 | 18–24 | 25–64 | 65+   | razem  |
| Orocuina  | 1 826 | 1 335 | 2 874 | 2 180 | 2 255 | 6 109 | 1 048 | 17 626 |
| Mężczyźni | 898   | 669   | 1 487 | 1 104 | 1 198 | 2 946 | 455   | 8 756  |
| Kobiety   | 927   | 666   | 1 387 | 1 076 | 1 058 | 3 163 | 593   | 8 870  |